# Podkrkonoší

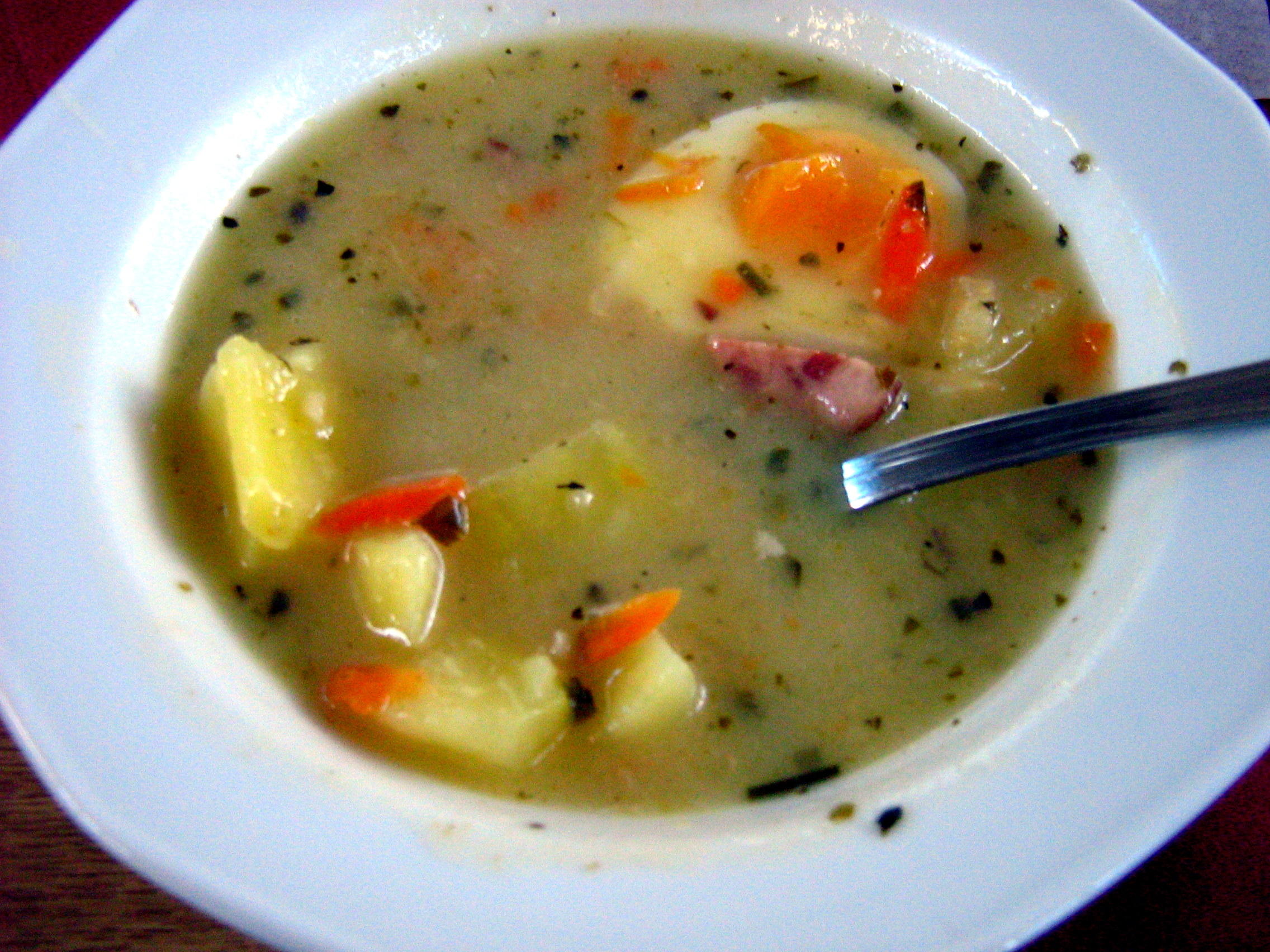
Kyselo, typické jídlo regionu

Podkrkonoší je označení pro krajinný celek Čech v jižním podhůří Krkonoš. Zvlněná krajina sousedí na západě s Českým rájem a na jihu s rovinatým okolím Hradce Králové. Jejím nejvyšším a nejznámějším vrcholem je Zvičina (672 m n. m., nejedná se však o nejvyšší vrcholek Krkonošského podhůří jako geomorfologického celku).

## Území
Oblast Podkrkonoší nemá přesně vymezené hranice a podle různých pojetí se může lišit. Často je chápáno jako území volně vymezené městy Trutnov, Jaroměř a Jičín. Přesné vymezení má například turistická oblast Krkonoše a Podkrkonoší nebo území uplatnění regionální značky Podkrkonoší. Existuje také například Společenství obcí Podkrkonoší, které ovšem zahrnuje jen menší území mezi městy Trutnov a Dvůr Králové nad Labem.

## Charakteristika
K charakteristickým místním činnostem patří ovocnářství a zpracování hojně se vyskytujícího pískovce, soustředěné v Hořicích (kamenicko-sochařská škola). Známými regionálními produkty jsou například podkrkonošské kyselo, hořické trubičky nebo miletínské modlitbičky. Ve Dvoře Králové nad Labem má tradici výroba ručně foukaných a malovaných skleněných vánočních ozdob; dnes je výrobcem a prodejcem ozdob firma DUV Družstvo a Ozdoba-CZ. Od roku 2008 je zavedena ochranná známka PODKRKONOŠÍ regionální produkt, která je v péči Asociace regionálních značek a zaručuje zejména místní původ výrobku a vazbu na region Podkrkonoší, ale také jeho kvalitu a šetrnost k životnímu prostředí.
Z Podkrkonoší pocházejí spisovatelé Karel Jaromír Erben (Miletín) a Karel Václav Rais (Lázně Bělohrad); na Jičínsko, spojené s dětstvím Václava Čtvrtka, jsou zasazeny příběhy pohádkové postavy Rumcajse.

## Turistické cíle
- Dvůr Králové nad Labem se zoologickou zahradou (safari)
- Hořice
- Hostinné
- Kuks
- Lázně Bělohrad
- Miletín
- Hrad Pecka
- Přehrada Les Království
- Trutnov
- Pevnost Josefov